# دوایت ام. سابین
دوایت ام. سابین (به انگلیسی: Dwight May Sabin) سناتور سابق عضو حزب جمهوری‌خواه ایالات متحده آمریکا بود. وی در سال ۱۸۸۳ تا ۱۸۸۹ میلادی سناتور ایالت مینه‌سوتا در سنای ایالات متحده آمریکا بود.